# JMonkeyEngine
JMonkeyEngine (jME) is een geheel in Java geschreven scene graph-API, bedoeld voor het ontwikkelen van grafische applicaties (voornamelijk 3D computerspellen) waarbij goede prestaties van belang zijn. Het onderliggende systeem dat het daadwerkelijke renderen uitvoert kan vervangen worden door andere systemen. Momenteel wordt LWJGL ondersteund en er zijn plannen om JOGL te ondersteunen.
JMonkeyEngine is een opensourceproject. De broncode wordt vrijgegeven onder de BSD-licentie.

## Geschiedenis
De eerste versie van de jMonkeyEngine werd geschreven door Mark Powell (ook bekend als MojoMonkey) om te kijken of een volwaardige graphics API geschreven kon worden in Java. Veel van het oorspronkelijke werk is geïnspireerd door het C++ boek 3D Game Engine Design van David Eberly. In januari 2004 voegde Joshua Slack (ook bekend als Renanse) zich toe aan het team en samen hebben ze, met de hulp van anderen, in twee jaar een commercieel bruikbare API geschreven. Op 1 augustus 2005 maakte Three Rings Design bekend dat hun spel Bang! Howdy ontwikkeld is met behulp van jME. In februari 2006 werden Powell en Slack ingehuurd door NCsoft om verder te werken aan 3D technologie voor computerspellen in Java.
Op 15 augustus 2008 werd bekend dat Joshua Slack zich niet meer actief zal bezighouden met de ontwikkeling van de jMonkeyEngine.